# 2017 en arts plastiques
| Années des arts plastiques : 2014 - 2015 - 2016 - 2017 - 2018 - 2019 - 2020    |
| Décennies des arts plastiques : 1980 - 1990 - 2000 - 2010 - 2020 - 2030 - 2040 |

Cette page concerne l'année 2017 en arts plastiques

## Événements

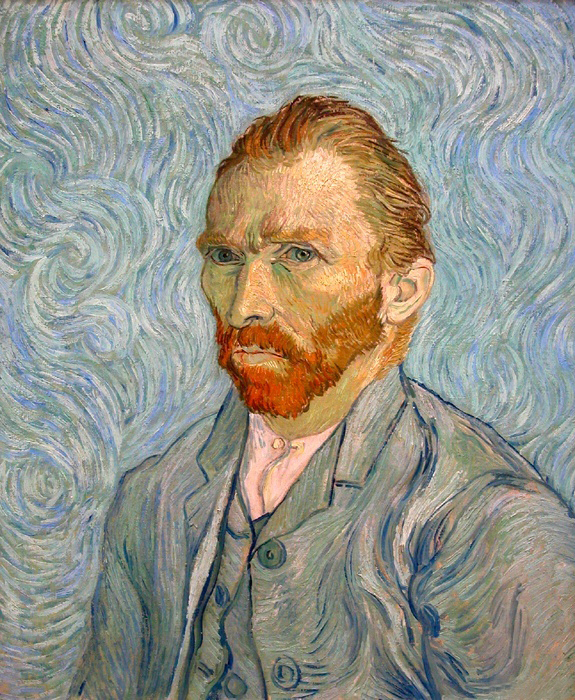
Autoportrait de Vincent van Gogh, 1889, utilisé comme affiche du film La Passion Van Gogh.

- 25 février-23 juillet : rétrospective Marthe Wéry au BPS22 à Charleroi.
- 12 juin 2017 : présentation du film La Passion Van Gogh (Loving Vincent) au Festival international du film d'animation d'Annecy, réalisé par Dorota Kobiela et Hugh Welchman à partir de toiles de Vincent van Gogh. Le film est composé de plus de 66 000 peintures à l'huile pour une animation en 12 images par seconde, sollicitant la participation d'une centaine d'artistes peintres sur plus de deux ans de post-production.
- 30 mai-9 septembre : Rétrospective Joaquin Ferrer, La Maison de l'Amérique latine, Paris.

## Décès
- 3 janvier : 
  - Marceau Constantin, peintre, dessinateur, illustrateur, céramiste et sculpteur français (° 5 janvier 1918),
  - Daniel Erban, artiste canadien (° 1951),
- 4 janvier : Georges Romathier, peintre français (° 6 janvier 1927),
- 6 janvier : André Bourrié, peintre officiel de la Marine français (° 4 mai 1936),
- 10 janvier : Leonard French, peintre et décorateur australien (° 8 octobre 1928),
- 16 janvier : Pierre Gisling, peintre, présentateur télévisuel, journaliste, réalisateur, écrivain et enseignant suisse (° 31 mars 1937),
- 18 janvier :
  - Yosl Bergner, peintre et illustrateur israélien (° 13 octobre 1920),
  - John Levee, peintre américain (° 10 avril 1924),
- 22 janvier : Moshe Gershuni, peintre et sculpteur israélien (° 11 septembre 1936),
- 24 janvier : Jean-Olivier Héron, illustrateur, écrivain et éditeur français (° 24 avril 1938),
- 25 janvier : Mike Peyton, dessinateur britannique (° 20 janvier 1921),
- 1er février : Jordi Bonàs, peintre espagnol (° 28 août 1937),
- 8 février : Timothy Behrens, peintre britannique (° 2 juin 1937),
- 10 février : Wiesław Adamski, sculpteur polonais (° 26 juillet 1947),
- 16 février :
  - Dick Bruna, dessinateur néerlandais (° 23 août 1927),
  - Jannis Kounellis, peintre, sculpteur et professeur d'université grec puis italien (° 23 mars 1936),
- 20 février : Eric Smith, peintre australien (° 8 août 1919),
- 22 février :
  - Raoul Giordan, auteur de bande dessinée et peintre français (° 22 février 1926),
  - Fritz Koenig, sculpteur allemand (° 20 juin 1924),
- 27 février : Roswitha Doerig, peintre suisse (° 25 août 1929),
- ? février : Claude Bellan, peintre français (° 1933),
- 5 mars : Sydney Ball, peintre abstrait australien (° 29 octobre 1933),
- 6 mars : Gérard Calvet, peintre et sculpteur français (° 3 août 1926),
- 9 mars : Howard Hodgkin, peintre et graveur britannique (° 6 août 1932),
- 12 mars : Philippe Bonnet, peintre français (° 1927),
- 13 mars : Henri Cueco, peintre et écrivain français (° 19 octobre 1929),
- 17 mars : Derek Walcott, poète, dramaturge et artiste saint-lucien de langue anglaise (° 23 janvier 1930),
- 22 mars : Álkis Pierrákos, peintre grec (° 21 novembre 1920),
- 25 mars : Julian Stanczak, peintre et graveur américain d'origine polonaise (° 5 novembre 1928),
- 31 mars : James Rosenquist, peintre américain de pop art (° 29 novembre 1933),
- 16 avril : Jean-Luc Duez, artiste urbain français (° 18 juillet 1949),
- 20 avril : Magdalena Abakanowicz, sculptrice et artiste textile polonaise (° 20 juin 1930),
- 25 avril : Issa Samb, sculpteur, peintre, acteur, critique, auteur, poète, dramaturge et philosophe sénégalais (° 31 décembre 1945),
- 27 avril :
  - Vito Acconci, artiste et vidéaste américain (° 24 janvier 1940),
  - Kossi Aguessy, designer industriel et artiste contemporain togolais  (° 17 avril 1977),
- 2 mai : A. R. Penck, peintre et sculpteur allemand (° 5 octobre 1939),
- 7 mai : Serge Mendjisky, peintre et photographe français (° 24 mai 1929),
- 16 mai : Robert Vernet-Bonfort, artiste, peintre et lithographe français (° 4 juin 1934),
- 25 mai : Herman Gordijn, peintre et graphiste néerlandais (° 16 mai 1932),
- 6 juin : Keiichi Tahara, photographe japonais (° 20 août 1951),
- 8 juin : Ndary Lô, sculpteur-plasticien sénégalais (° 9 mai 1961),
- 14 juin : Rob Gonsalves, peintre canadien (° 25 juin 1959),
- 17 juin : Maurice Matieu, peintre, éditeur et écrivain français (° 11 mars 1934),
- 18 juin : Françoise Janicot, peintre, photographe, vidéaste et performeuse française (° 30 mai 1929),
- 3 juillet : José Luis Cuevas, peintre, muraliste, graveur, sculpteur et illustrateur mexicain (° 26 février 1931),
- 7 juillet : Pierrette Bloch, plasticienne suisse (° 16 juin 1928),
- 9 juillet : Ilya Glazounov, peintre soviétique puis russe (° 10 juin 1930),
- 11 juillet : Roland Chanco, peintre français (° 5 février 1914),
- 15 juillet : André Vignoles, peintre et lithographe français (° 5 août 1920),
- 18 juillet :
  - Gabriel Ellison, peintre, sculptrice, illustratrice, dessinatrice de timbre postal et écrivaine zambienne (° 23 septembre 1930),
  - Alain Lequesne, peintre français (° 14 mars 1942),
- 23 juillet : Jean-Pierre Le Bras, peintre français (° 5 février 1931),
- 29 juillet : Olivier Strebelle, sculpteur belge (° 20 janvier 1927),
- 19 août : Karl Otto Götz, peintre allemand (° 22 février 1914),
- 3 septembre : Joan Colom, photographe espagnol (° 30 avril 1921),
- 8 septembre : Jacques Truphémus, peintre français (° 25 octobre 1922),
- 9 septembre : Tex Lecor, auteur-compositeur-interprète et peintre canadien (° 10 juin 1933),
- 16 septembre : Raoul Pradier, peintre français (° 16 août 1929),
- 21 septembre :
  - Barnabus Arnasungaaq, sculpteur canadien inuit  (° 1924).
  - Michel Lablais, peintre français (° 12 août 1925),
  - Pedro Tramullas, sculpteur français d'origine espagnole (° 12 avril 1937),
- 4 octobre : Bronisław Chromy, sculpteur, peintre, dessinateur, graveur polonais, professeur à l'Académie des beaux-arts de Cracovie (° 3 juin 1925)
- 11 octobre : Henri Morez, peintre et dessinateur de presse français (° 10 janvier 1922),
- 29 octobre : Richard Hambleton, peintre et graffeur canadien (° 23 juin 1952),
- 2 novembre : Alberto Guzmán, sculpteur français d'origine péruvienne (° 4 septembre 1927),
- 9 novembre : Jellal Ben Abdallah, peintre tunisien (° 26 mai 1921),
- 13 novembre : Choukri Mesli, peintre algérien (° 8 novembre 1931),
- 15 novembre : Frans Krajcberg, ingénieur, peintre, sculpteur et photographe polonais puis brésilien (° 10 avril 1921),
- 27 novembre : Bob van den Born, illustrateur néerlandais (° 30 octobre 1927),
- 1er décembre : Enrico Castellani, peintre italien (° 4 août 1930),
- 5 décembre : René Passeron, peintre, essayiste et historien de l'art français (° 31 janvier 1920),
- 11 décembre : Walter Mafli, peintre et dessinateur suisse (° 10 mai 1915),
- 17 décembre : Pavel Brázda, peintre tchécoslovaque puis tchèque (° 21 août 1926).

- 18 décembre : Yves Trudeau, sculpteur canadien (° 3 décembre 1930).

.